# Tinitus
Tinítus ali šumenje v ušesu (latinsko tinnitus, tinnitus auris) pomeni zaznavanje zvoka, kadar ni prisoten noben zunanji zvok. Pogosto ga opisujejo kot zvonenje, lahko pa tudi kot klikanje, piskanje ali tuljenje. V redkih primerih so slišni nejasni glasovi ali glasba. Zvok je lahko tih ali glasen, nizkofrekvenčen ali visokofrekvenčen in izvira iz enega ušesa ali obeh. Večinoma se pojavi polagoma. Pri nekaterih ljudeh povzroča depresivnost, anksioznost ali motnjo koncentracije.
Tinitus ni bolezen, temveč simptom, ki je lahko posledica različnih vzrokov. Med najpogostejšimi vzroki je s hrupom povzročena izguba sluha. Drugi vzroki so okužbe ušesa, bolezni srca in žilja, Ménièrova bolezen, možganski tumorji, stres, izpostavljenost nekaterim zdravilom, predhodna poškodba glave in ušesno maslo. Pogostejši je pri ljudeh z depresivno simptomatiko.
Diagnoza tinitusa običajno temelji na subjektivnem opisu (tj. subjektivni tinitus). Na voljo so različni vprašalniki, s katerimi je mogoče ocenjevati vpliv tinitusa na človekovo življenje. Diagnostika pogosto vključuje tudi avdiogram in nevrološki pregled. V nekaterih primerih se opravi medicinsko slikanje, npr. z magnetno resonanco. Drugi testi so na voljo, če se tinitus pojavlja z enakim ritmom kot srčni utrip. Občasno se lahko zvok sliši tudi s stetoskopom; takrat govorimo o objektivnem tinitusu.
Preprečevanje tinitusa vključuje izogibanje glasnemu hrupu. Ob ugotovljenem osnovnem vzroku zdravimo osnovni vzrok, sicer se uporablja pogovorna terapija. Nekaterim bolnikom pomagajo masker tinitusa ali slušni pripomočki. Učinkovita zdravila leta 2013 še niso bila na voljo. Tinitus je pogost, pojavlja se pri 10–15 % ljudi. Večina ga dobro prenaša; močneje ovira le 1–2 % ljudi. Beseda tinitus izvira iz latinske besede tinnīre, kar pomeni »zvoniti«.